# Alexander-Martin Sardina
Alexander-Martin Sardina (spreek uit als: [zaɐ̯ˈdiːna] luister!ⓘ; Hamburg, 15 september 1973) is een Duitse historicus, adviseur en voormalig parlementslid voor de Christelijk Democratische Unie van Duitsland (CDU). Sardina heeft een dubbele nationaliteit namelijk de Italiaanse nationaliteit.

## Biografie
Sardina werd geboren en groeide op in Hamburg, Duitsland. Zijn vader verhuisde in de jaren zestig van Sicilië naar Duitsland, zijn moeder komt uit Hamburg. Sardina ging naar het bekende gymnasium Sankt-Ansgar-Schule, in die tijd gerund door de Sociëteit van Jezus, een monnikeorde van de Rooms-Katholieke Kerk. In 1990 was hij een uitwisselingsstudent aan de Loyola High School, Los Angeles, Californië. Hij studeerde af aan de Sankt-Ansgar-Schule met het ontvangen van de Abitur in 1994.
Vervolgens studeerde hij pedagogiek, Amerikanistiek en politicologie aan de Universiteit Hamburg. Onderzoeksreizen brachten hem naar de Verenigde Staten, China, Macau en Hongkong. In 1999 werkte Sardina als onderwijzer aan de Los Angeles Central High School, Hollywood. Hij voltooide zijn studie met het behalen van een Staatsexamen in 2002.
Zijn staatsexamenthesis behandelt de tegenstrijdige onderwijsconcepten tijdens de periode van nationaalsocialisme in Duitsland, gericht op de Nationaal-politieke Opvoedings- of Leerinstelling (NAPOLA's). In 2017 werd hij doctor in de wijsbegeerte (Dr. phil.) voor het onderzoeken van de geschiedenis van het onderwijzen van Engels in de Sovjet-bezettingszone in Duitsland (SBZ) en Oost-Duitsland (DDR) van 1945 tot 1989 (twee delen). Zijn proefschrift is gebaseerd zowel op de analyse van officiële documenten als op bijdragen van hedendaagse getuigen.
Sardina werkt als docent, vertaler en consultant, voornamelijk in Berlijn.

## Politieke carrière
Sardina vervoegde de CDU, de leidende conservatieve partij in Duitsland, in 1994. Zijn eerste openbare functie was lid van het bestuur van het ministerie van onderwijs (Behörde für Schule, Jugend und Berufsbildung) in Hamburg van 1997 tot 2002. Vervolgens, als gevolg van de algemene verkiezingen in 2001, werd hij lid van de raad van het ministerie van milieu en gezondheid (Behörde für Umwelt und Gesundheit).
Van 2001 tot 2004 was Sardina de partijsecretaris (Fraktionsgeschäftsführer) van de parlementaire fractie van de CDU in de regionale vergadering (Bezirksversammlung) van het district Hamburg-Mitte. Na de algemene verkiezingen van 2004, bezette zijn partij de meerderheid van zetels en zo werd hij voorzitter van de regionale vergadering.
Van 2005 tot 2008 was Sardina lid van het Burgerschap van Hamburg, het Hamburgse parlement. Als parlementslid was hij lid van de commissies voor Europese aangelegenheden en van petities, alsmede van de parlementaire onderzoekscommissie voor de gevangenis voor jeugddelinquenten in de Feuerbachstraße in het district Hamburg-Barmbek. Hij was plaatsvervangend lid van de commissies voor begrotingszaken, voor culturele aangelegenheden, en voor stadsontwikkeling en planning. Sardina was ook de woordvoerder van de CDU-fractie voor Aziatische aangelegenheden. Hij was bovendien lid van de raad van bestuur van de Asien-Brücke (letterlijk: Azië-brug), een door de Senaat gerunde liefdadigheidsinstelling ten behoeve van Aziatische staten met de nadruk op ontwikkelingssamenwerking aan Sri Lanka.
Sardina was de eerste parlementslid met een kiesdistrict. Het was open voor het lokale publiek en gevestigd in een voormalige koloniale warenwinkel in het district Hamburg-Horn. Eerste burgemeester Ole von Beust opende de locatie met een receptie op 12 januari 2006.

## Lidmaatschappen
Sardina vervoegde de Europese beweging in 1994. Hij was lid en voorzitter van de Jonge Europese Federalisten (JEF) en werd in 2009 tot erelid benoemd. Als voormalig parlementslid is hij ook lid van de Duitse parlementaire vereniging, Berlijn.